# 長岡京駅
長岡京駅（ながおかきょうえき）は、京都府長岡京市神足（こうたり）にある、西日本旅客鉄道（JR西日本）東海道本線の駅である。駅番号はJR-A35。「JR京都線」の愛称区間に含まれている。

## 概要
1931年に開業。当時は乙訓郡新神足村に所在していたことから「神足駅」（こうたりえき）と名乗っていた。神足駅時代に使われていた駅名標が、現在市内の神足公民館前で保存されている。その後、新神足村は合併を経て長岡町となり、1972年10月1日に単独で市制施行して長岡京市が成立した。当駅は市内で唯一のJR駅であることから、1995年に市名から取られた現駅名に改称した。
市中心部からはやや離れてはいるものの、企業への通勤客を中心に利用客がいる。また、京都府運転免許試験場（当駅下車後、西口から阪急バスまたは東口から京都市営バス利用）への利用がある。同じ長岡京市の中でも、より中心部に近い阪急電鉄長岡天神駅のほうが利用者が多かったが、現在は逆転している。ただし、停車本数は相変わらず長岡天神駅のほうが多い。長岡天神駅とは異なり、隣接する京都市伏見区西部の住民の利用者も多い特徴がある。
早朝から朝通勤時間帯（おおむね5 - 7時台）においては、快速電車は京都 - 西明石間において快速運転を行うが、当駅はこの電車の京都 - 高槻間の途中駅で唯一の停車駅となっている。

## 歴史

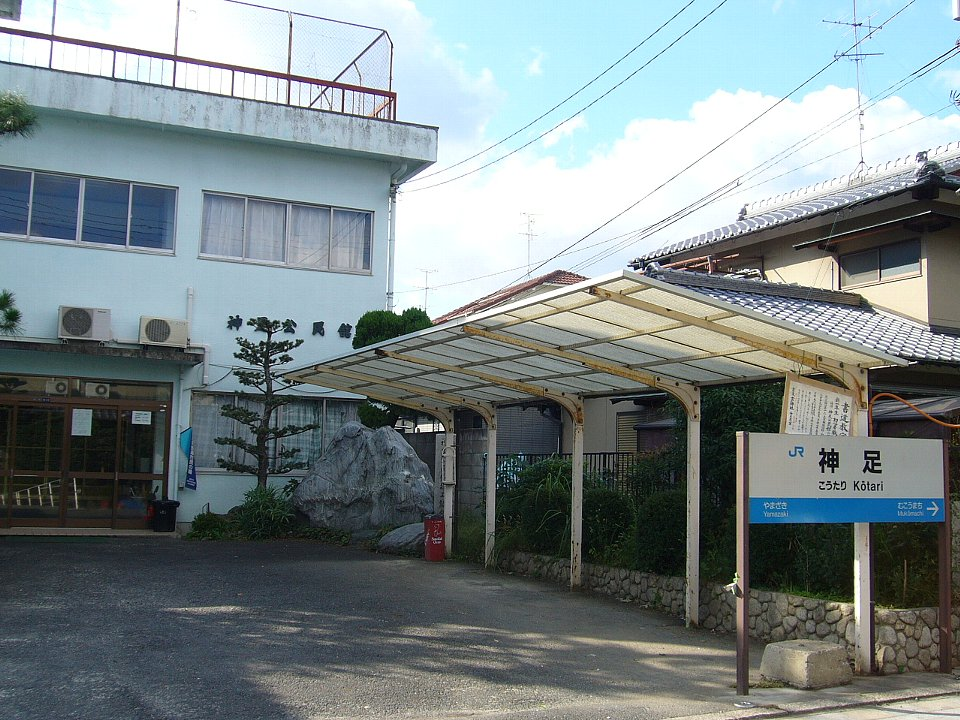
神足公民館前に保存された「神足駅」駅名標（2006年10月）

- 1931年（昭和6年）8月1日：日本国有鉄道東海道本線の向日町駅 - 山崎駅間に神足駅（こうたりえき）として開業[2]。旅客・貨物の取り扱いを開始[2]。
- 1945年（昭和20年）7月19日：連合国戦闘機の機銃掃射により、駅前にあった日本輸送機の女子工員1名が死亡。付近で農作業などの5名が重軽傷を負った（神足空襲）。
- 1972年（昭和47年）10月1日：市政施行により、所在地が長岡京市となる。
- 1985年（昭和60年）
  - 3月14日：日中時間帯の快速停車により、電車線（現・内側線）のホームが12両編成停車対応に増設される。
  - 6月1日：荷物扱いを廃止[2]
  - 11月1日：貨物の取り扱いが廃止[2]。小畑川の東側にあった住友セメントのサービスステーションへ専用線が続き、貨物輸送を行っていた。
- 1987年（昭和62年）
  - 2月：橋上駅舎に改築[1]。
  - 4月1日：国鉄分割民営化により西日本旅客鉄道（JR西日本）の駅となる[2]。
- 1988年（昭和63年）3月13日：路線愛称の制定により、「JR京都線」の愛称を使用開始。
- 1995年（平成7年）
  - 6月12日：京都駅以西通過運転の快速の一部が停車となる[5]。
  - 9月1日：長岡京駅に改称[3]。平日の全ての快速が停車となる。
- 1996年（平成8年）3月16日：ダイヤ改正に伴い、快速が全列車停車となる。
- 1997年（平成9年）6月22日：自動改札機を設置し、供用開始[6]。
- 2002年（平成14年）7月29日：JR京都・神戸線運行管理システム導入[7]。
- 2003年（平成15年）11月1日：ICカード乗車券「ICOCA」の利用が可能となる。
- 2005年（平成17年）
  - 4月20日：西口に再開発ビル「バンビオ」が完成[8]。
  - 5月：西口のペデストリアンデッキ、バスロータリー、駐車場などの工事が完成。
- 2007年（平成19年）3月18日：駅自動放送を更新。
- 2010年（平成22年）
  - 3月13日：ダイヤ改正に伴い、当駅に停車する列車は内側線走行の列車のみとなる。
  - 5月15日：1・4番のりばにステンレス製の安全柵を設置。
- 2015年（平成27年）3月12日：入線警告音の見直しに伴い、接近メロディ導入[9]。
- 2018年（平成30年）3月17日：駅ナンバリングが導入され、使用開始。

## 駅構造
島式ホーム2面4線を有する地上駅（12両編成対応）で、通常の乗降は内側線ホームのみを使う。場内・出発信号機を有し、停車場に分類される。
駅舎は橋上駅舎であり、改札外の通路は長岡京市の自由通路を兼ねている。自転車は地下通路を通行することで駅の東西の行き来が可能である。各ホームにエレベーターが設置されているが、エスカレーターの設置はない。改札口は1か所設けられている。出入口は東口と西口の2か所あり、いずれもエレベーターと上りエスカレーターが整備されている。西口は商業施設などが入居しているビル「バンビオ」の2階部分とペデストリアンデッキで直結している。
直営駅であるが駅長は配置されておらず、高槻駅が当駅を管理している。

### のりば
| のりば | 路線       | 方向 | 線路   | 行先                       |
| ------ | ---------- | ---- | ------ | -------------------------- |
| 1      | A JR京都線 | 上り | 外側線 | （通過列車のみのため閉鎖） |
| 2      | JR京都線   | 上り | 内側線 | 京都・草津方面             |
| 3      | JR京都線   | 下り | 内側線 | 大阪・三ノ宮方面           |
| 4      | A JR京都線 | 下り | 外側線 | （通過列車のみのため閉鎖） |

- 上表の路線名は旅客案内上の名称（愛称）で表記している。

1995年8月31日までは朝夕の普通と日中の高槻 - 京都間各駅停車の快速のみ停車しており、外側線ホームには柵があったが、翌9月1日のダイヤ改正に伴い柵が撤去された。2010年3月13日より当駅に停車する定期列車が再び内側線経由に統一された。ダイヤ乱れにより快速が外側線経由に変更される場合もあるため、外側線ホームはロープによる封鎖のみだったが、同年5月15日から外側線ホームの柵が再設置され、同時に黄色い点字ブロックや乗車位置表示も撤去されて非常時以外は乗降が不可能になった。ただし、外側線の駅自動放送は数年後まで残存しており、ホームの発車標も外側線表示可能なものが残存している。

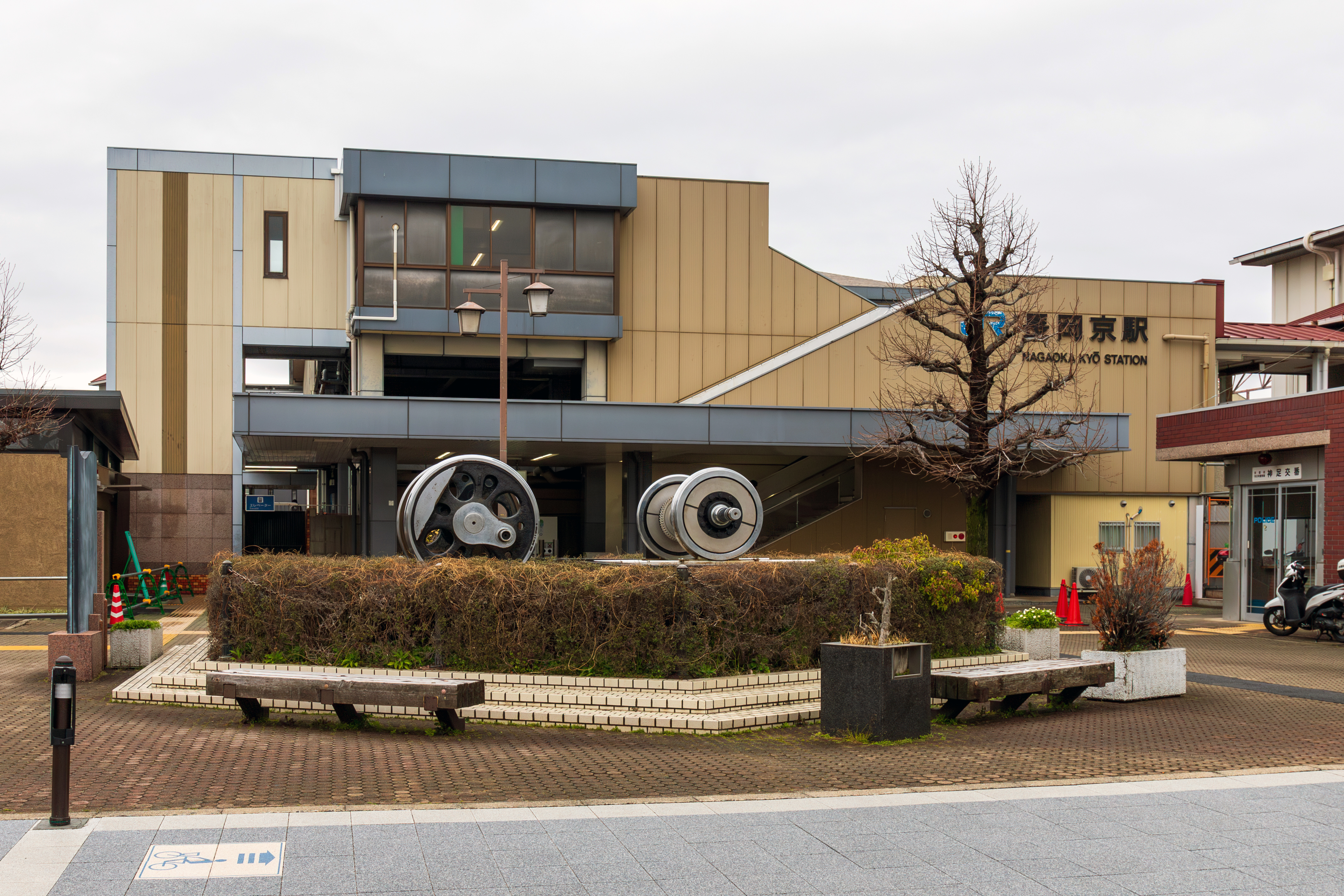
東口（2024年3月）
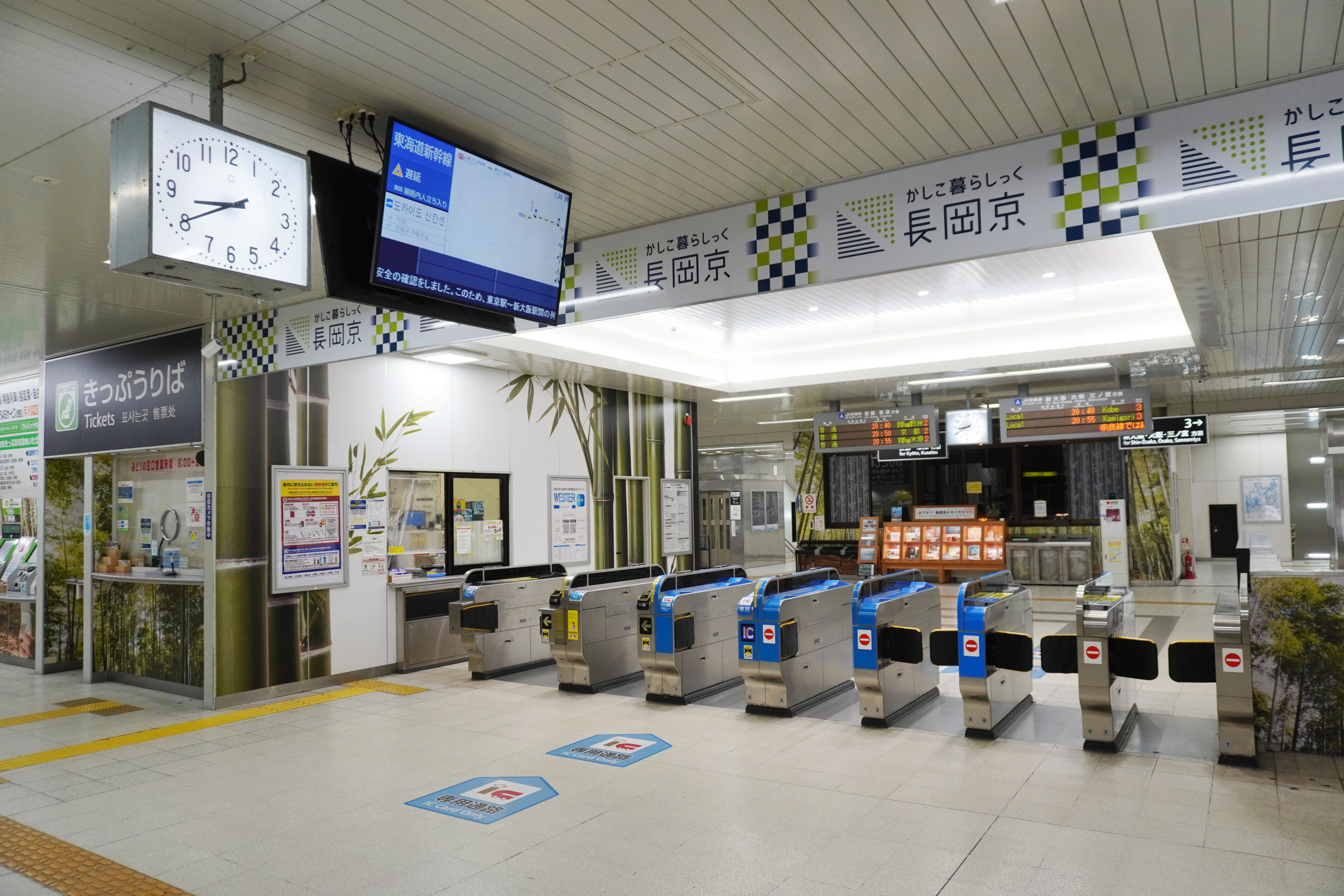
改札口（2023年2月）
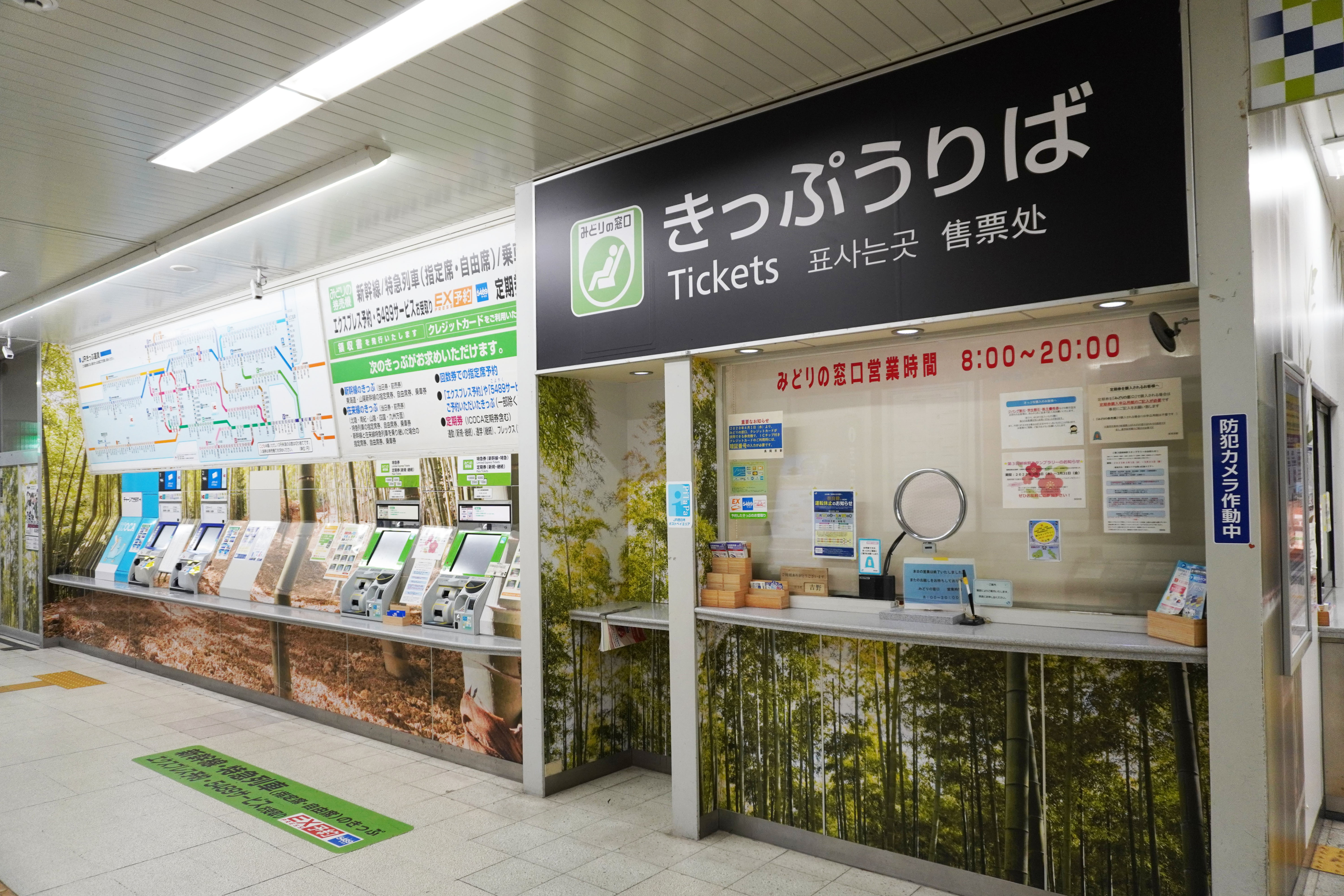
切符売り場（2023年2月）
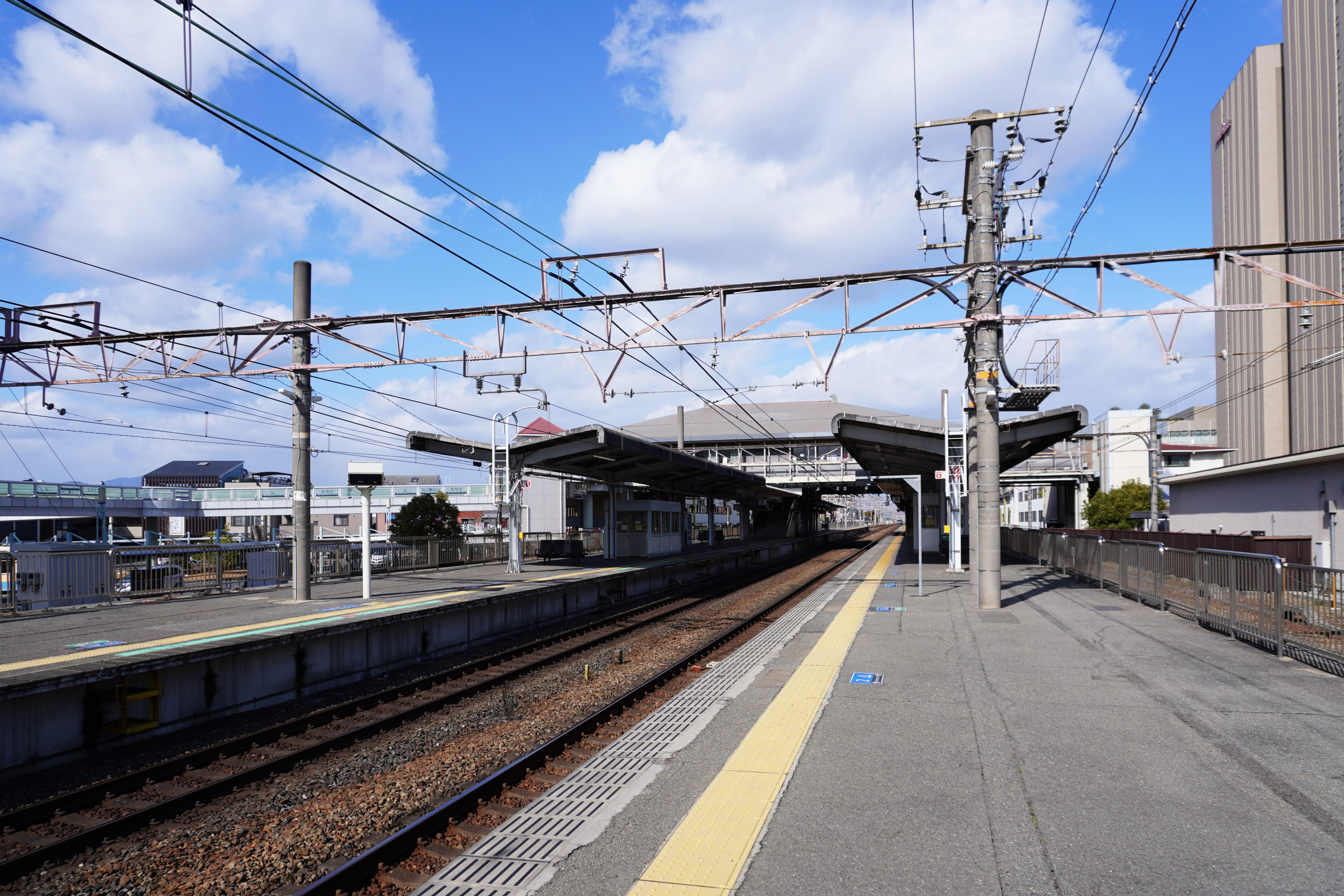
ホーム（2023年2月）

## 利用状況
2023年（令和5年）度の1日平均乗降人員は36,062人である。京都府内のJRの駅では京都駅、山科駅に次いで3番目に多い。
各年度の乗車人員は下表の通り。
| 年度               | 乗車人員 | 順位 | 出典     | 出典          | 出典            |
| 年度               | 乗車人員 | 順位 | JR       | 京都府        | 長岡京市        |
| ------------------ | -------- | ---- | -------- | ------------- | --------------- |
| 1991年（平成03年） | 13,500   |      |          | [ 京都府 1 ]  |                 |
| 1992年（平成04年） | 13,981   |      |          | [ 京都府 2 ]  |                 |
| 1993年（平成05年） | 13,940   |      |          | [ 京都府 3 ]  |                 |
| 1994年（平成06年） | 14,016   |      |          | [ 京都府 4 ]  |                 |
| 1995年（平成07年） | 14,934   |      |          | [ 京都府 5 ]  |                 |
| 1996年（平成08年） | 15,677   |      |          | [ 京都府 6 ]  |                 |
| 1997年（平成09年） | 16,205   |      |          | [ 京都府 7 ]  |                 |
| 1998年（平成10年） | 16,510   |      |          | [ 京都府 8 ]  |                 |
| 1999年（平成11年） | 16,762   |      |          | [ 京都府 9 ]  |                 |
| 2000年（平成12年） | 17,167   |      |          | [ 京都府 10 ] |                 |
| 2001年（平成13年） | 16,847   |      |          | [ 京都府 11 ] |                 |
| 2002年（平成14年） | 16,671   |      |          | [ 京都府 12 ] |                 |
| 2003年（平成15年） | 16,973   |      |          | [ 京都府 13 ] |                 |
| 2004年（平成16年） | 17,714   |      |          | [ 京都府 14 ] | [ 長岡京市 1 ]  |
| 2005年（平成17年） | 18,739   |      |          | [ 京都府 15 ] | [ 長岡京市 1 ]  |
| 2006年（平成18年） | 19,511   |      |          | [ 京都府 16 ] | [ 長岡京市 1 ]  |
| 2007年（平成19年） | 19,675   |      |          | [ 京都府 17 ] | [ 長岡京市 1 ]  |
| 2008年（平成20年） | 20,255   |      |          | [ 京都府 18 ] | [ 長岡京市 1 ]  |
| 2009年（平成21年） | 19,986   |      |          | [ 京都府 19 ] | [ 長岡京市 2 ]  |
| 2010年（平成22年） | 20,256   |      |          | [ 京都府 20 ] | [ 長岡京市 3 ]  |
| 2011年（平成23年） | 20,144   |      |          | [ 京都府 21 ] | [ 長岡京市 4 ]  |
| 2012年（平成24年） | 19,974   |      |          | [ 京都府 22 ] | [ 長岡京市 5 ]  |
| 2013年（平成25年） | 20,529   |      |          | [ 京都府 23 ] | [ 長岡京市 6 ]  |
| 2014年（平成26年） | 20,452   | 50位 | [ JR 1 ] | [ 京都府 24 ] | [ 長岡京市 7 ]  |
| 2015年（平成27年） | 20,602   |      |          | [ 京都府 25 ] | [ 長岡京市 8 ]  |
| 2016年（平成28年） | 20,796   |      |          | [ 京都府 26 ] | [ 長岡京市 9 ]  |
| 2017年（平成29年） | 20,778   |      |          | [ 京都府 27 ] | [ 長岡京市 10 ] |
| 2018年（平成30年） | 20,805   |      |          | [ 京都府 28 ] | [ 長岡京市 11 ] |
| 2019年（令和元年） | 20,521   |      |          | [ 京都府 29 ] | [ 長岡京市 12 ] |
| 2020年（令和02年） | 15,981   |      |          | [ 京都府 30 ] | [ 長岡京市 13 ] |
| 2021年（令和03年） | 15,622   |      |          | [ 京都府 31 ] | [ 長岡京市 14 ] |
| 2022年（令和04年） | 16,703   |      |          | [ 京都府 32 ] | [ 長岡京市 15 ] |

## 駅周辺

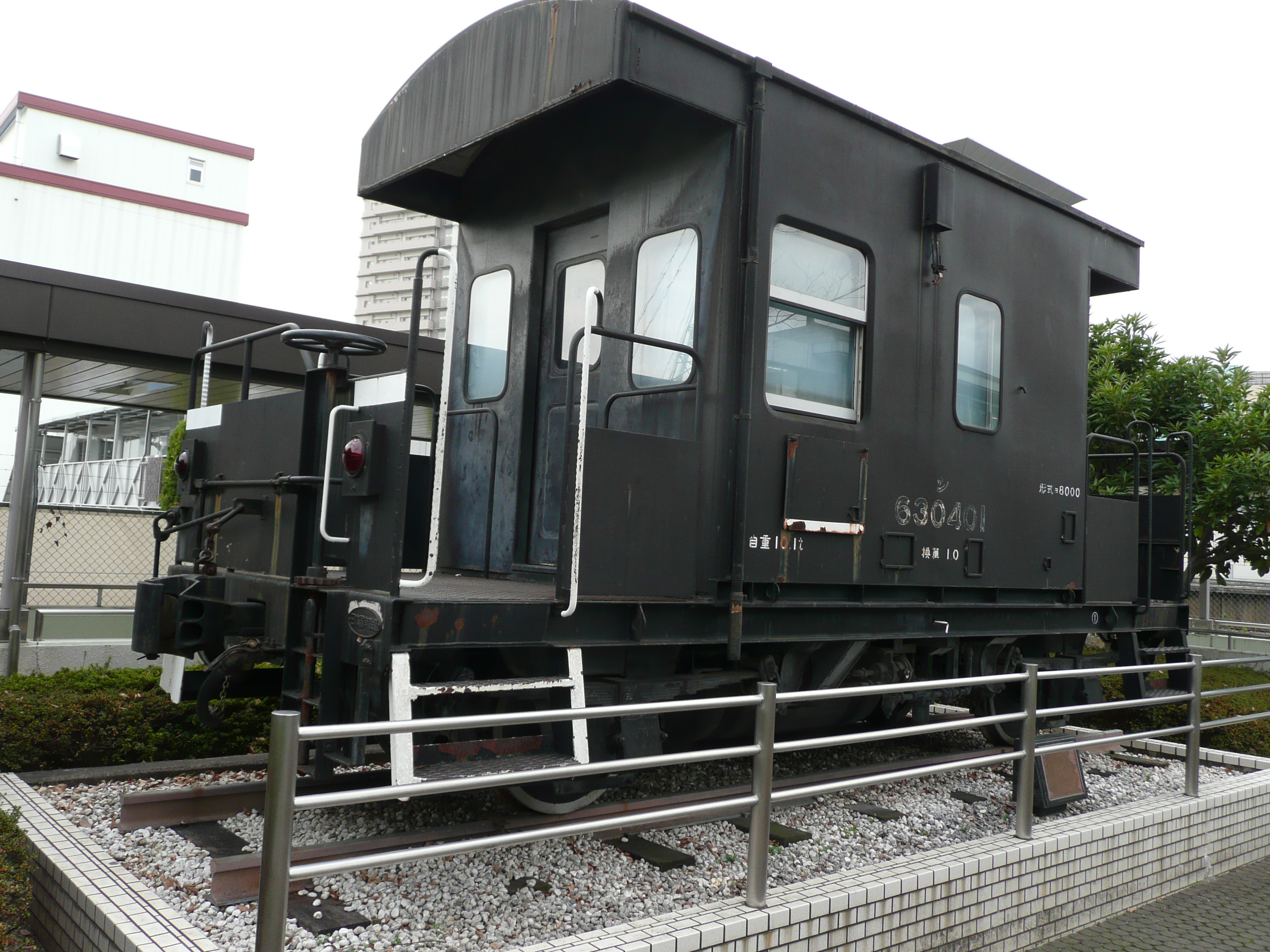
駅前に保存されている国鉄ヨ8000形貨車（2009年12月）

JRでは長岡天満宮への最寄駅であるが、長岡京市中心部には阪急長岡天神駅のほうが近く、当駅周辺の建物の密度は低い。長岡天神駅へは西口から徒歩約13分。
東口駅前広場には、車掌車ヨ8000形貨車が展示されているほか、新幹線0系とD51形蒸気機関車の車輪が展示されている。

### 西口
長岡天神駅に向けて延びる通り沿いに商店が続く。
- 長岡京駅西駐車場

#### バンビオ
西口に存在する再開発ビル。主要テナントは以下の通り。 
- 1番館
  - 長岡京総合交流センター（主に以下の施設が入居）
    - 生涯学習センター
    - 行政サービスコーナー
      - 長岡京市立図書館 資料返却コーナー

    - 市民活動サポートセンター
    - 観光情報センター
    - 総合生活支援センター
    - 男女共同参画センター

  - 英会話のNOVA
  - FMおとくに
  - 焼き鳥の大吉
- 2番館
  - コ・ス・パ長岡京
  - ドコモショップ
  - ファミリーマート
  - フレンドマート

### 東口
- 村田製作所本社
- 国道171号
- 勝竜寺城公園
- ヌヴォトンテクノロジージャパン（旧パナソニックセミコンダクターソリューションズ）
- 三菱ロジスネクスト本社（旧日本輸送機）
- 三菱電機京都製作所
- 向日町警察署神足交番
- 村田機械総合グラウンド
- 西濃運輸京都南支店

## バス路線
西口と東口にバスのりばが設置されている。

### 西口
阪急バスと京都京阪バスが乗り入れる。京都京阪バスについては阪急バスと共同運行の1路線のみ（当該路線の備考参照）。
停留所名は「JR長岡京駅（西口）」。
このほか、阪急バスが委託を受け運行する長岡京市のコミュニティバス、長岡京はっぴぃバス（北コース・西コース）も乗り入れている。
| のりば | 路線       | 系統・行先                      | 備考                                                                        |
| ------ | ---------- | ------------------------------- | --------------------------------------------------------------------------- |
| 1      | 長岡京淀線 | 90系統：京阪淀駅                | 阪急バス・京都京阪バス2社による共同運行（京都京阪バスは淀長岡京線90号経路） |
| 1      | 長岡京線   | 1系統：金ヶ原方面               | 円明寺ヶ丘先行                                                              |
| 1      | 長岡京線   | 3系統：金ヶ原方面               | 梅ヶ丘先行                                                                  |
| 1      | 長岡京線   | 48系統：新山崎橋                | 5・7系統から系統変更した便                                                  |
| 2      | 長岡京線   | 5系統：光風台・美竹台方面       | 13時台まで                                                                  |
| 2      | 長岡京線   | 6系統：美竹台・光明寺方面       | 14時台以降。太鼓山先行                                                      |
| 2      | 長岡京線   | 7系統：美竹台・光明寺方面       | 14時台以降。済生会病院前先行                                                |
| 2      | 長岡京線   | 8系統：奥海印寺方面             | 14時台以降。太鼓山先行                                                      |
| 2      | 長岡京線   | 9系統：奥海印寺方面             | 13時台まで。奥海印寺先行                                                    |
| 2      | 長岡京線   | 20系統：光明寺方面              | 13時台まで。舞塚先行                                                        |
| 2      | 長岡京線   | 22系統：光明寺方面              | 13時台まで。光明寺先行                                                      |
| 2      | 長岡京線   | 10系統：今里方面                | 12時台までの4本のみ。一文橋先行                                             |
| 2      | 長岡京線   | 11系統：今里方面                | 14時台以降の4本のみ。舞塚先行                                               |
| 2      | 長岡京線   | 49系統：JR長岡京駅（東口）/菱川 | 1・3系統から系統変更した便。最終便のみ菱川止まり                            |
| 2      | 長岡京線   | 12系統：免許試験場前            |                                                                             |

### 東口
阪急バスのほか、京都市営バスが発着する。停留所名は「JR長岡京駅（東口）」。

#### 阪急バス
1・3系統はこの後西口にも乗り入れるため、備考については西口を参照。
| 路線     | 系統・行先          |
| -------- | ------------------- |
| 長岡京線 | 1系統：金ヶ原方面   |
| 長岡京線 | 3系統：金ヶ原方面   |
| 東部バス | 101系統：城の里循環 |
| 東部バス | 102系統：東和苑循環 |

#### 京都市営バス
竹田駅からの路線が乗り入れている。
| 系統・行先              | 備考                   |
| ----------------------- | ---------------------- |
| 南2号系統：竹田駅西口   |                        |
| 特南2号系統：竹田駅西口 | 免許試験場は経由しない |

## 隣の駅
西日本旅客鉄道（JR西日本）
 JR京都線（東海道本線）
■新快速
通過
■快速（京都駅 - 西明石駅間で快速。朝のみ運転）
京都駅 (JR-A31) - 長岡京駅 (JR-A35) - 高槻駅 (JR-A38)
■普通（高槻駅 - 西明石駅間は快速となる列車を含む）
向日町駅 (JR-A34) - 長岡京駅 (JR-A35) - 山崎駅 (JR-A36)

### 記事本文

### 利用状況
1. ↑  “移動等円滑化取組報告書（鉄道駅）（令和5年度）”.   西日本旅客鉄道. 2025年3月15日閲覧。
2. ↑  データで見るJR西日本：JR西日本
3. ↑  京都府統計書 - 京都府
4. ↑  長岡京市統計書 - 長岡京市

JR西日本
1. ↑  “データで見るJR西日本2015” (PDF). 2015年9月28日時点のオリジナルよりアーカイブ。2024年10月1日閲覧。

京都府統計書
1. ↑  平成3年京都府統計書 10-1.鉄道乗車人員  (Microsoft Excelの.xls)
2. ↑  平成4年京都府統計書 10-1.鉄道乗車人員  (Microsoft Excelの.xls)
3. ↑  平成5年京都府統計書 10-1.鉄道乗車人員  (Microsoft Excelの.xls)
4. ↑  平成6年京都府統計書 10-1.鉄道乗車人員  (Microsoft Excelの.xls)
5. ↑  平成7年京都府統計書 10-1.鉄道乗車人員  (Microsoft Excelの.xls)
6. ↑  平成8年京都府統計書 10-1.鉄道乗車人員  (Microsoft Excelの.xls)
7. ↑  平成9年京都府統計書 10-1.鉄道乗車人員  (Microsoft Excelの.xls)
8. ↑  平成10年京都府統計書 10-1.鉄道乗車人員  (Microsoft Excelの.xls)
9. ↑  平成11年京都府統計書 10-1.鉄道乗車人員  (Microsoft Excelの.xls)
10. ↑  平成12年京都府統計書 10-1.鉄道乗車人員  (Microsoft Excelの.xls)
11. ↑  平成13年京都府統計書 10-1.鉄道乗車人員  (Microsoft Excelの.xls)
12. ↑  平成14年京都府統計書 10-1.鉄道乗車人員  (Microsoft Excelの.xls)
13. ↑  平成15年京都府統計書 10-1.鉄道乗車人員  (Microsoft Excelの.xls)
14. ↑  平成16年京都府統計書 10-1.鉄道乗車人員  (Microsoft Excelの.xls)
15. ↑  平成17年京都府統計書 10-1.鉄道乗車人員  (Microsoft Excelの.xls)
16. ↑  平成18年京都府統計書 10-1.鉄道乗車人員  (Microsoft Excelの.xls)
17. ↑  平成19年京都府統計書 10-1.鉄道乗車人員  (Microsoft Excelの.xls)
18. ↑  平成20年京都府統計書 10-1.鉄道乗車人員  (Microsoft Excelの.xls)
19. ↑  平成21年京都府統計書 10-1.鉄道乗車人員  (Microsoft Excelの.xls)
20. ↑  平成22年京都府統計書 10-1.鉄道乗車人員  (Microsoft Excelの.xls)
21. ↑  平成23年京都府統計書 10-1.鉄道乗車人員  (Microsoft Excelの.xls)
22. ↑  平成24年京都府統計書 10-1.鉄道乗車人員  (Microsoft Excelの.xls)
23. ↑  平成25年京都府統計書 10-1.鉄道乗車人員  (Microsoft Excelの.xls)
24. ↑  平成26年京都府統計書 10-1.鉄道乗車人員  (Microsoft Excelの.xls)
25. ↑  平成27年京都府統計書 10-1.鉄道乗車人員  (Microsoft Excelの.xls)
26. ↑  平成28年京都府統計書 10-1.鉄道乗車人員  (Microsoft Excelの.xls)
27. ↑  平成29年京都府統計書 10-1.鉄道乗車人員  (Microsoft Excelの.xls)
28. ↑  平成30年京都府統計書 10-1.鉄道乗車人員  (Microsoft Excelの.xls)
29. ↑  令和元年京都府統計書 10-1.鉄道乗車人員  (Microsoft Excelの.xls)
30. ↑  令和2年京都府統計書 10-1.鉄道乗車人員  (Microsoft Excelの.xls)
31. ↑  令和3年京都府統計書 10-1.鉄道乗車人員  (Microsoft Excelの.xls)
32. ↑  令和4年京都府統計書 10-1.鉄道乗車人員  (Microsoft Excelの.xls)

長岡京市統計書
1. 1 2 3 4 5  長岡京市統計書（平成21年度版） (PDF)
2. ↑  長岡京市統計書（平成22年度版） (PDF)
3. ↑  長岡京市統計書（平成23年度版） (PDF)
4. ↑  長岡京市統計書（平成24年度版） (PDF)
5. ↑  長岡京市統計書（平成25年度版） (PDF)
6. ↑  長岡京市統計書（平成26年度版） (PDF)
7. ↑  長岡京市統計書（平成27年度版） (PDF)
8. ↑  長岡京市統計書（平成28年度版） (PDF)
9. ↑  長岡京市統計書（平成29年度版） (PDF)
10. ↑  長岡京市統計書（平成30年度版） (PDF)
11. ↑  長岡京市統計書（令和元年度版）
12. ↑  長岡京市統計書（令和2年度版）  (Microsoft Excelの.xls)
13. ↑  長岡京市統計書（令和3年度版）  (Microsoft Excelの.xls)
14. ↑  長岡京市統計書（令和4年度版）  (Microsoft Excelの.xls)
15. ↑  長岡京市統計書（令和5年度版）  (Microsoft Excelの.xls)